# Personnalité préférée des Français

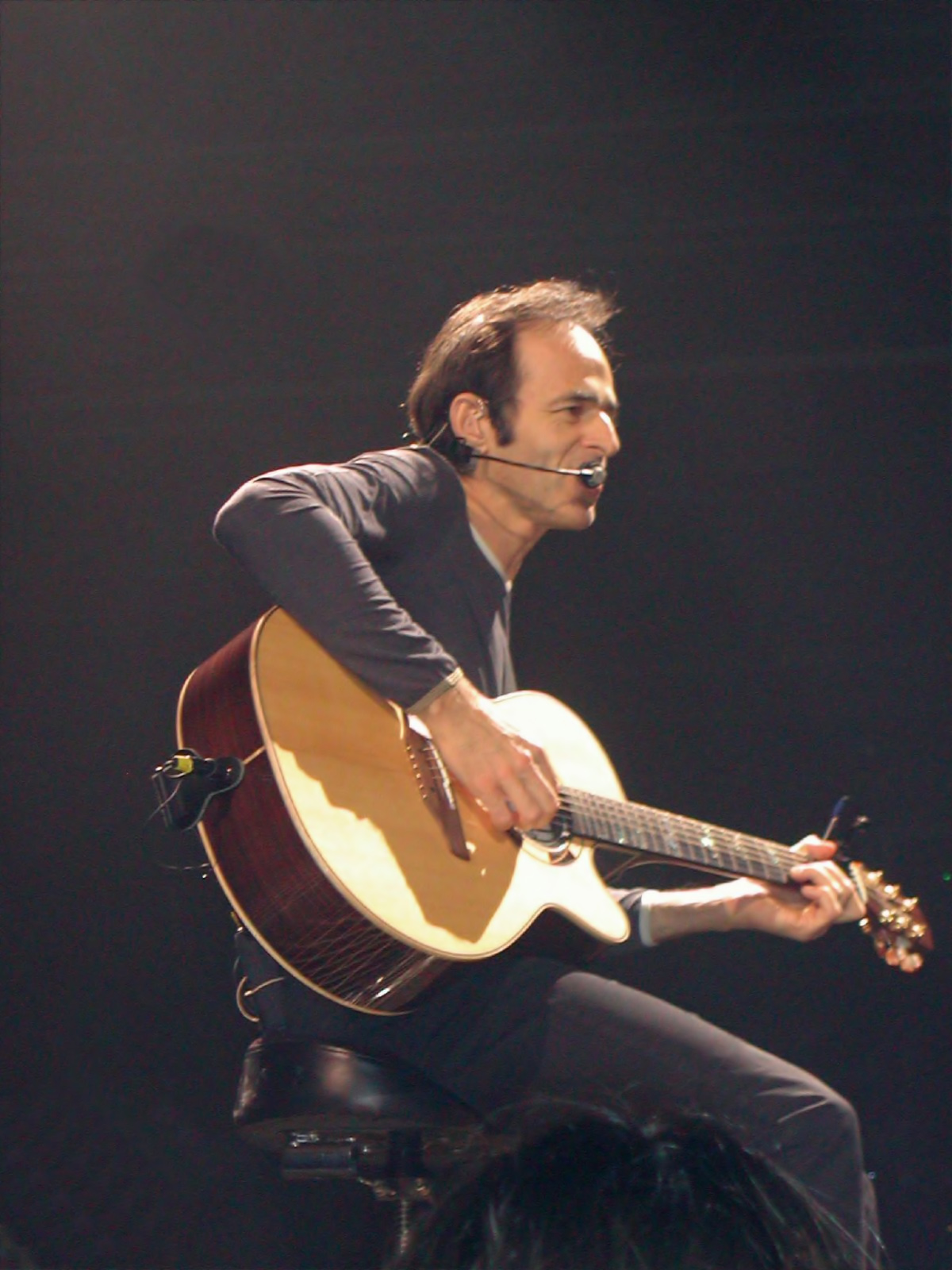
Jean-Jacques Goldman, désigné en tant que "Personnalité préférée des Français" à quatorze reprises

La « personnalité préférée des Français » est le titre attribué à une personnalité française par un sondage réalisé une fois par an par l'Institut français d'opinion publique (IFOP) pour le Journal du dimanche (JDD) qui publie ce classement. Créé en 1988, ce sondage se base sur une liste de personnalités sélectionnées par l'hebdomadaire. Cette liste comprend 100 noms depuis l'édition de 2021 et est précédée depuis 2014 par une phase de sélection en ligne à partir d'une liste de personnalités pré-sélectionnées par l'hebdomadaire. Le classement est périodiquement relayé par les médias.[évasif]

## Méthodologie
Cette étude, réalisée pour Le JDD, est effectuée sur un échantillon d'environ 1000 personnes représentatif de la population française âgée de 15 ans et plus. Les interviews ont lieu par questionnaire auto-administré en ligne (CAWI - Computer Assisted Web Interviewing) durant une semaine aux mois de juillet et décembre. Dans le cas d’un échantillon de 1000 personnes, la marge d'erreur[Laquelle ?] est de 1,8 point de pourcentage pour un pourcentage mesuré de 10 %. L'intervalle de confiance est donc compris entre 8,2 % et 11,8 %.[réf. nécessaire]
Parmi une série de 50 personnalités masculines et de 50 personnalités féminines françaises, la personne sondée doit répondre à cette question : « Quel(le)s sont, parmi les suivant(e)s, les dix Français(es) qui comptent le plus pour vous aujourd'hui, et que vous trouvez les plus sympathiques ? ». 
Ce sondage est effectué en deux étapes : 
1) « Pour chaque personnalité qui va s’afficher, merci d’indiquer si vous considérez qu’elle compte et/ou que vous l’aimez bien ou si vous ne l'aimez pas (ou que vous ne la connaissez pas). »
2) « Parmi les personnalités que vous avez retenues comme étant des personnes qui comptent pour vous ou que vous aimez bien, quelles sont les dix qui comptent le plus pour vous ou que vous aimez le mieux ? ».
Fin 2019, le classement devient pour la première fois strictement paritaire. Cette décision fait suite au constat qu'en décembre 2018 « seules 14 femmes étaient présentes dans le Top 50. Pour la première fois, aucune femme n'apparaissait dans le top 10. Presque toutes les personnalités féminines reculaient. ». Le classement redevient mixte en 2022.

## Classement actuel
Le classement des « personnalités préférées des Français » de 2024, publié le samedi 4 janvier 2025 est le suivant :
| N° | Nom des personnalités  |
| -- | ---------------------- |
| 1  | Jean-Jacques Goldman   |
| 2  | Omar Sy                |
| 3  | Teddy Riner            |
| 4  | Florent Pagny          |
| 5  | Léon Marchand          |
| 6  | Soprano                |
| 7  | Thomas Pesquet         |
| 8  | Antoine Dupont         |
| 9  | Francis Cabrel         |
| 10 | Jordan Bardella        |
| 11 | Marine Le Pen          |
| 12 | Michel Sardou          |
| 13 | Jean Reno              |
| 14 | Sophie Marceau         |
| 15 | Karine Le Marchand     |
| 16 | Vianney                |
| 17 | Zinédine Zidane        |
| 18 | Jean Dujardin          |
| 19 | Dany Boon              |
| 20 | Eddy Mitchell          |
| 21 | Jean-Luc Reichmann     |
| 22 | Florence Foresti       |
| 23 | Christian Clavier      |
| 24 | Audrey Fleurot         |
| 25 | Mylène Farmer          |
| 26 | Pierre Richard         |
| 27 | Pierre Niney           |
| 28 | Philippe Etchebest     |
| 29 | Cyril Lignac           |
| 30 | Alain Chabat           |
| 31 | Alexis et Félix Lebrun |
| 32 | Antoine Griezmann      |
| 33 | Grand Corps Malade     |
| 34 | Renaud                 |
| 35 | Alain Souchon          |
| 36 | Kylian Mbappé          |
| 37 | Julien Doré            |
| 38 | Faustine Bollaert      |
| 39 | Fabrice Luchini        |
| 40 | Louane                 |
| 41 | Gad Elmaleh            |
| 42 | Virginie Efira         |
| 43 | Mimie Mathy            |
| 44 | Clara Luciani          |
| 45 | Kad Merad              |
| 46 | Josiane Balasko        |
| 47 | Alexandra Lamy         |
| 48 | Stéphane Bern          |
| 49 | Gilles Lellouche       |
| 50 | Adèle Exarchopoulos    |

## Premier classement
Le classement des « personnalités préférées des Français », publié en février 1988 est le suivant :
| N° | Nom des personnalités    |
| -- | ------------------------ |
| 1  | Jacques-Yves Cousteau    |
| 2  | Bernard Pivot            |
| 3  | François Mitterrand      |
| 4  | Jean-Paul Belmondo       |
| 5  | Michel Drucker           |
| 6  | Yves Montand             |
| 7  | Robert Hossein           |
| 8  | Michel Platini           |
| 9  | Anne Sinclair            |
| 10 | Bernard Tapie            |
| 11 | Raymond Barre            |
| 12 | Alain Delon              |
| 13 | Jacques Chirac           |
| 14 | Patrick Poivre d'Arvor   |
| 15 | Catherine Deneuve        |
| 16 | Simone Veil              |
| 17 | Jacques Martin           |
| 18 | Alain Prost              |
| 19 | Michel Polac             |
| 20 | Jean-Jacques Goldman     |
| 21 | Daniel Auteuil           |
| 22 | Gérard Depardieu         |
| 23 | Mireille Mathieu         |
| 24 | Jack Lang                |
| 25 | Éric Tabarly             |
| 26 | Patrick Sabatier         |
| 27 | Jeannie Longo            |
| 28 | François Léotard         |
| 29 | Jean-Marie Lustiger      |
| 30 | Michel Rocard            |
| 31 | Valéry Giscard d'Estaing |
| 32 | Harlem Désir             |
| 33 | Michèle Barzach          |
| 34 | Isabelle Adjani          |
| 35 | Yves Mourousi            |
| 36 | Johnny Hallyday          |
| 37 | Maurice Béjart           |
| 38 | Jeanne Mas               |
| 39 | Laurent Fignon           |
| 40 | Stéphane Collaro         |
| 41 | Yannick Noah             |
| 42 | Eddy Mitchell            |
| 43 | Jean-Marie Le Pen        |
| 44 | Marguerite Duras         |
| 45 | Françoise Sagan          |
| 46 | Sophie Marceau           |
| 47 | Georges Marchais         |
| 48 | Francis Bouygues         |
| 49 | Pierre Juquin            |
| 50 | Alain Minc               |

## Classement moyen (de début 1988 à fin 2017)
Ce classement est paru le 25 décembre 2017 à l'occasion du 30e anniversaire de ce sondage. Il s'agit de classer les 50 personnes qui ont fait les meilleurs résultats de cette enquête[pas clair] de début 1988 à fin 2017. Seules les personnes qui figurent dans au moins trois éditions sont retenues. 
| N° | Nom des personnalités  |
| -- | ---------------------- |
| 1  | Commandant Cousteau    |
| 2  | Abbé Pierre            |
| 3  | Omar Sy                |
| 4  | Haroun Tazieff         |
| 5  | Dany Boon              |
| 6  | Michel Cymes           |
| 7  | Zinédine Zidane        |
| 8  | Florence Foresti       |
| 9  | Jean-Jacques Goldman   |
| 10 | Sœur Emmanuelle        |
| 11 | Gad Elmaleh            |
| 12 | Jean Reno              |
| 13 | Jean-Paul Belmondo     |
| 14 | Mimie Mathy            |
| 15 | Renaud                 |
| 16 | Yves Montand           |
| 17 | Charles Aznavour       |
| 18 | Jean Dujardin          |
| 19 | Philippe Noiret        |
| 20 | Francis Cabrel         |
| 21 | Sophie Marceau         |
| 22 | Michel Sardou          |
| 23 | Henri Salvador         |
| 24 | Florent Pagny          |
| 25 | Michel Serrault        |
| 26 | Robert Hossein         |
| 27 | Anne Sinclair          |
| 28 | Nagui                  |
| 29 | Nicolas Hulot          |
| 30 | Yannick Noah           |
| 31 | David Douillet         |
| 32 | Gérard Depardieu       |
| 33 | Jamel Debbouze         |
| 34 | Michel Drucker         |
| 35 | Teddy Riner            |
| 36 | Patricia Kaas          |
| 37 | Léon Schwartzenberg    |
| 38 | François Mitterrand    |
| 39 | Raymond Devos          |
| 40 | Simone Veil            |
| 41 | Catherine Deneuve      |
| 42 | Florence Arthaud       |
| 43 | Bruno Masure           |
| 44 | Aimé Jacquet           |
| 45 | Johnny Hallyday        |
| 46 | Gérard Jugnot          |
| 47 | Fabrice Luchini        |
| 48 | Jean-Pierre Pernaut    |
| 49 | Patrick Poivre D'Arvor |
| 50 | Alain Prost            |

## Palmarès (depuis 1988)
Note : Le classement devient paritaire entre 2019 et 2021. Avant et après cette période, la première femme au classement n'est pas au même niveau que le premier au classement.
| Dates          | Premier au classement |
| -------------- | --------------------- |
| Février 1988   | Commandant Cousteau   |
| Juin 1988      | Commandant Cousteau   |
| Août 1988      | Commandant Cousteau   |
| Novembre 1988  | Commandant Cousteau   |
| Février 1989   | Commandant Cousteau   |
| Mai 1989       | Commandant Cousteau   |
| Septembre 1989 | Commandant Cousteau   |
| Décembre 1989  | Abbé Pierre           |
| Février 1990   | Commandant Cousteau   |
| Avril 1990     | Commandant Cousteau   |
| Septembre 1990 | Commandant Cousteau   |
| Décembre 1990  | Commandant Cousteau   |
| Février 1991   | Commandant Cousteau   |
| Avril 1991     | Commandant Cousteau   |
| Septembre 1991 | Commandant Cousteau   |
| Décembre 1991  | Commandant Cousteau   |
| Février 1992   | Commandant Cousteau   |
| Avril 1992     | Commandant Cousteau   |
| Août 1992      | Abbé Pierre           |
| Novembre 1992  | Commandant Cousteau   |
| Février 1993   | Commandant Cousteau   |
| Avril 1993     | Abbé Pierre           |
| Septembre 1993 | Abbé Pierre           |
| Novembre 1993  | Abbé Pierre           |
| Janvier 1994   | Abbé Pierre           |
| Mai 1994       | Abbé Pierre           |
| Septembre 1994 | Abbé Pierre           |
| Juin 1995      | Abbé Pierre           |
| Novembre 1995  | Abbé Pierre           |
| Septembre 1996 | Commandant Cousteau   |
| Septembre 1997 | Abbé Pierre           |
| Décembre 1997  | Abbé Pierre           |
| Janvier 1999   | Abbé Pierre           |
| Août 2000      | Zinédine Zidane       |
| Décembre 2000  | David Douillet        |
| Juin 2001      | David Douillet        |
| Décembre 2001  | Abbé Pierre           |
| Décembre 2002  | Abbé Pierre           |
| Juillet 2003   | Abbé Pierre           |
| Novembre 2003  | Zinédine Zidane       |
| Décembre 2004  | Zinédine Zidane       |
| Juillet 2005   | Yannick Noah          |
| Décembre 2005  | Yannick Noah          |
| Juillet 2006   | Zinédine Zidane       |
| Décembre 2006  | Zinédine Zidane       |
| Juillet 2007   | Zinédine Zidane       |
| Décembre 2007  | Yannick Noah          |
| Juillet 2008   | Yannick Noah          |
| Décembre 2008  | Yannick Noah          |
| Juillet 2009   | Yannick Noah          |
| Décembre 2009  | Yannick Noah          |
| Juillet 2010   | Yannick Noah          |
| Juillet 2011   | Yannick Noah          |
| Décembre 2011  | Yannick Noah          |
| Juillet 2012   | Yannick Noah          |
| Décembre 2012  | Omar Sy               |
| Juillet 2013   | Jean-Jacques Goldman  |
| Décembre 2013  | Jean-Jacques Goldman  |
| Juillet 2014   | Jean-Jacques Goldman  |
| Janvier 2015   | Jean-Jacques Goldman  |
| Juillet 2015   | Jean-Jacques Goldman  |
| Janvier 2016   | Jean-Jacques Goldman  |
| Juillet 2016   | Omar Sy               |
| Décembre 2016  | Omar Sy               |
| Décembre 2017  | Jean-Jacques Goldman  |
| Décembre 2018  | Jean-Jacques Goldman  |
| Décembre 2022  | Jean-Jacques Goldman  |
| Décembre 2023  | Jean-Jacques Goldman  |
| Décembre 2024  | Jean-Jacques Goldman  |

| Dates         | Premier homme au classement mixte | Première femme au classement mixte |
| ------------- | --------------------------------- | ---------------------------------- |
| Décembre 2019 | Jean-Jacques Goldman              | Sophie Marceau                     |
| Décembre 2020 | Jean-Jacques Goldman              | Sophie Marceau                     |
| Décembre 2021 | Jean-Jacques Goldman              | Sophie Marceau                     |

### Liste des lauréats multiples
Entre 2019 et 2021, seule la première place du classement mixte est comptabilisée. Avant et après cette période, les premières places des classements masculins et féminins sont pris en compte séparément.
| Classement | Nom des personnalités | Total   |
| ---------- | --------------------- | ------- |
| 1          | Commandant Cousteau   | 20 fois |
| 2          | Abbé Pierre           | 16 fois |
| 3          | Jean-Jacques Goldman  | 14 fois |
| 4          | Yannick Noah          | 11 fois |
| 5          | Zinédine Zidane       | 6 fois  |
| 6          | Sophie Marceau        | 3 fois  |
| 6          | Omar Sy               | 3 fois  |
| 8          | David Douillet        | 2 fois  |

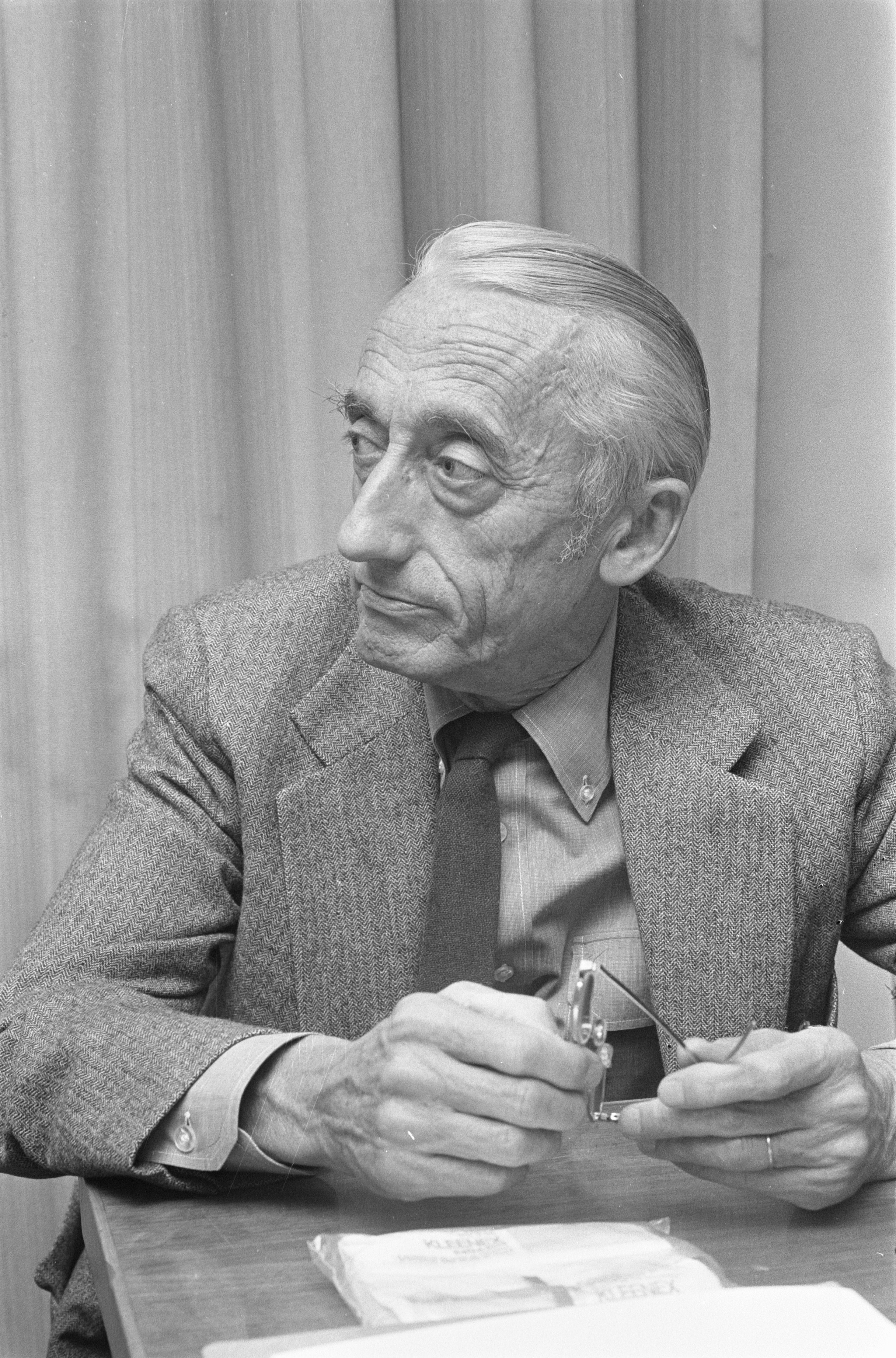
Le commandant Cousteau est le recordman du classement avec 20 fois en première place, dont 10 fois consécutives.
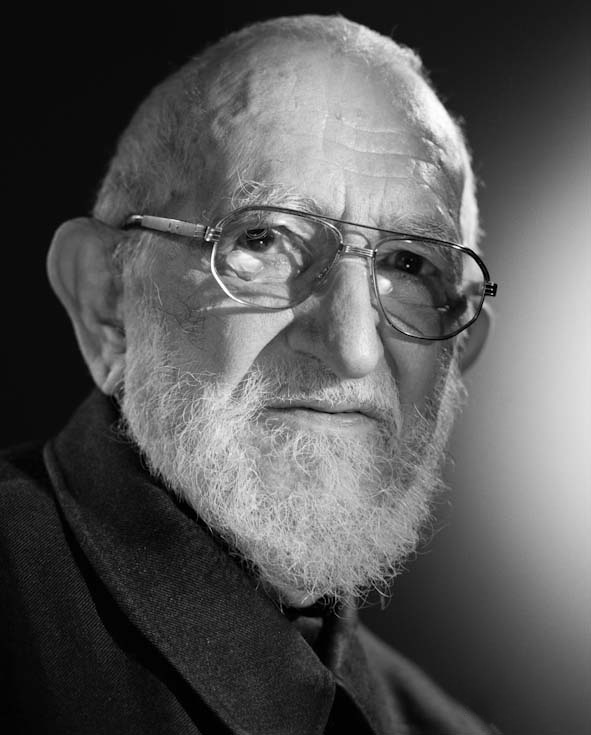
L'abbé Pierre a été nommé 16 fois « personnalité préférée des Français », dont 8 fois consécutivement.
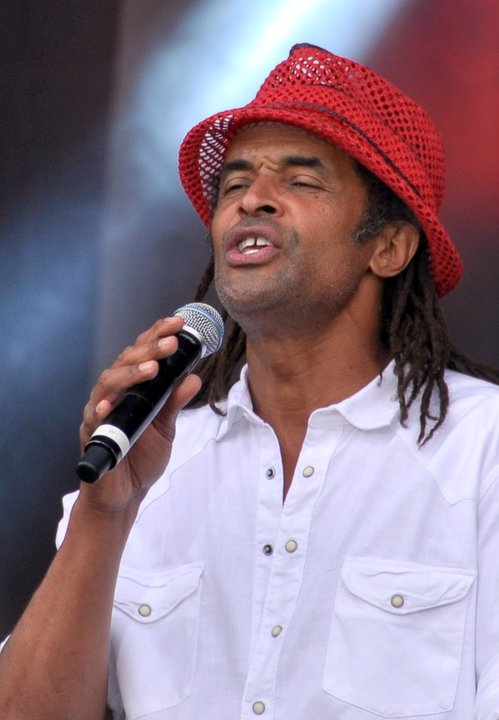
Yannick Noah a dominé le classement 11 fois , dont 9 fois consécutivement entre 2007 et 2012.
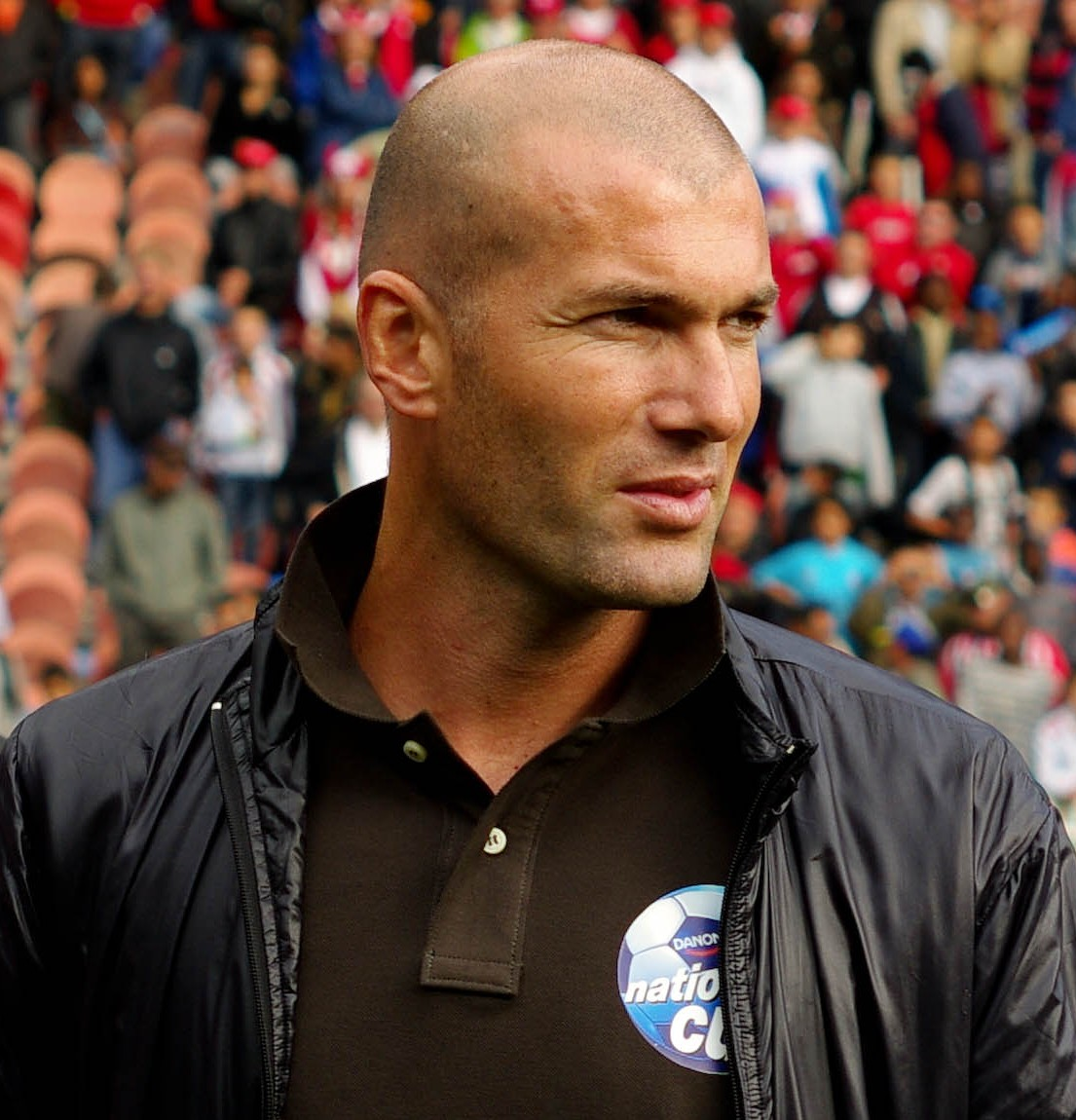
Zinédine Zidane s'est classé 6 fois à la première place.
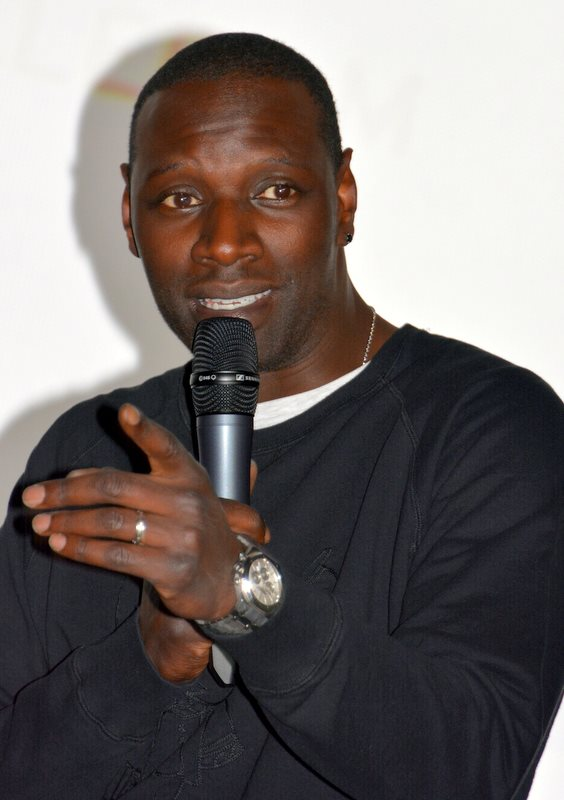
Omar Sy est élu 3 fois « Personnalité préférée des Français ».
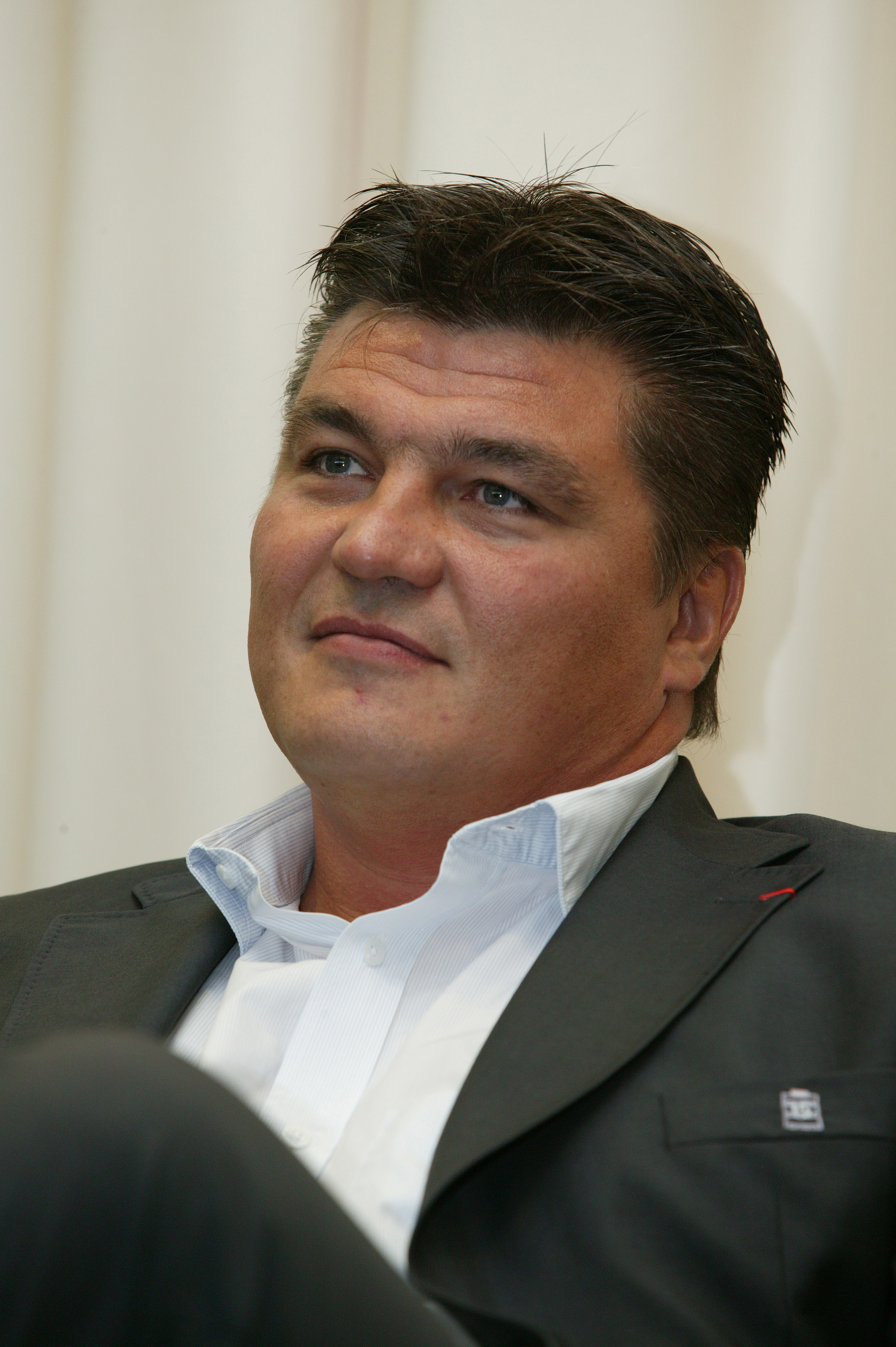
David Douillet est lauréat à 2 reprises.
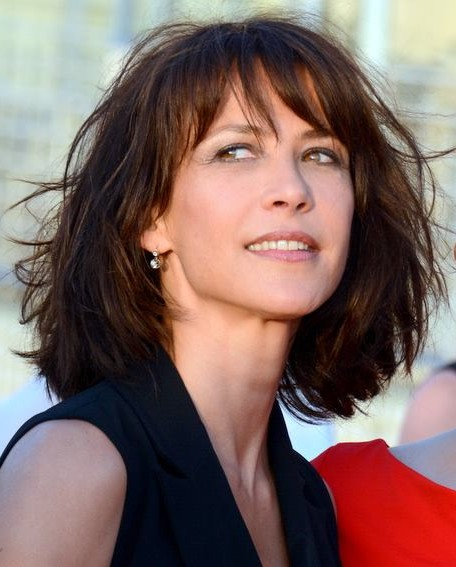
Sophie Marceau a été élue personnalité féminine préférée 3 fois.

## Critiques
Le classement est critiqué pour son « conservatisme » et sa « mauvaise méthodologie » utilisés pour réaliser ce sondage. Sa neutralité, au regard des liens avec le JDD, interroge également.